# Matthäus Lang von Wellenburg
Matthäus Lang von Wellenburg, nemški rimskokatoliški duhovnik, (nad)škof in kardinal, * 1468, Augsburg, † 30. marec 1540.

## Življenjepis
5. oktobra 1505 je bil imenovan za Krškega škofa in 30. septembra 1510 za škofa španske Kartagine.
10. marca 1511 je bil povzdignjen v kardinala in pectore. 1. oktobra 1512 je bil postavljen za koadjutornega škofa Salzburga. 19. novembra istega leta je bil postavljen za kardinala.
8. junija 1519 je postal nadškof Salzburga; 24. septembra je prejel še duhovniško posvečenje, naslednji dan pa še škofovsko posvečenje.
11. marca 1522 je odstopil kot krški škof. 26. februarja 1535 je postal škof Albana, kar je opravljal do smrti.